# リストレット

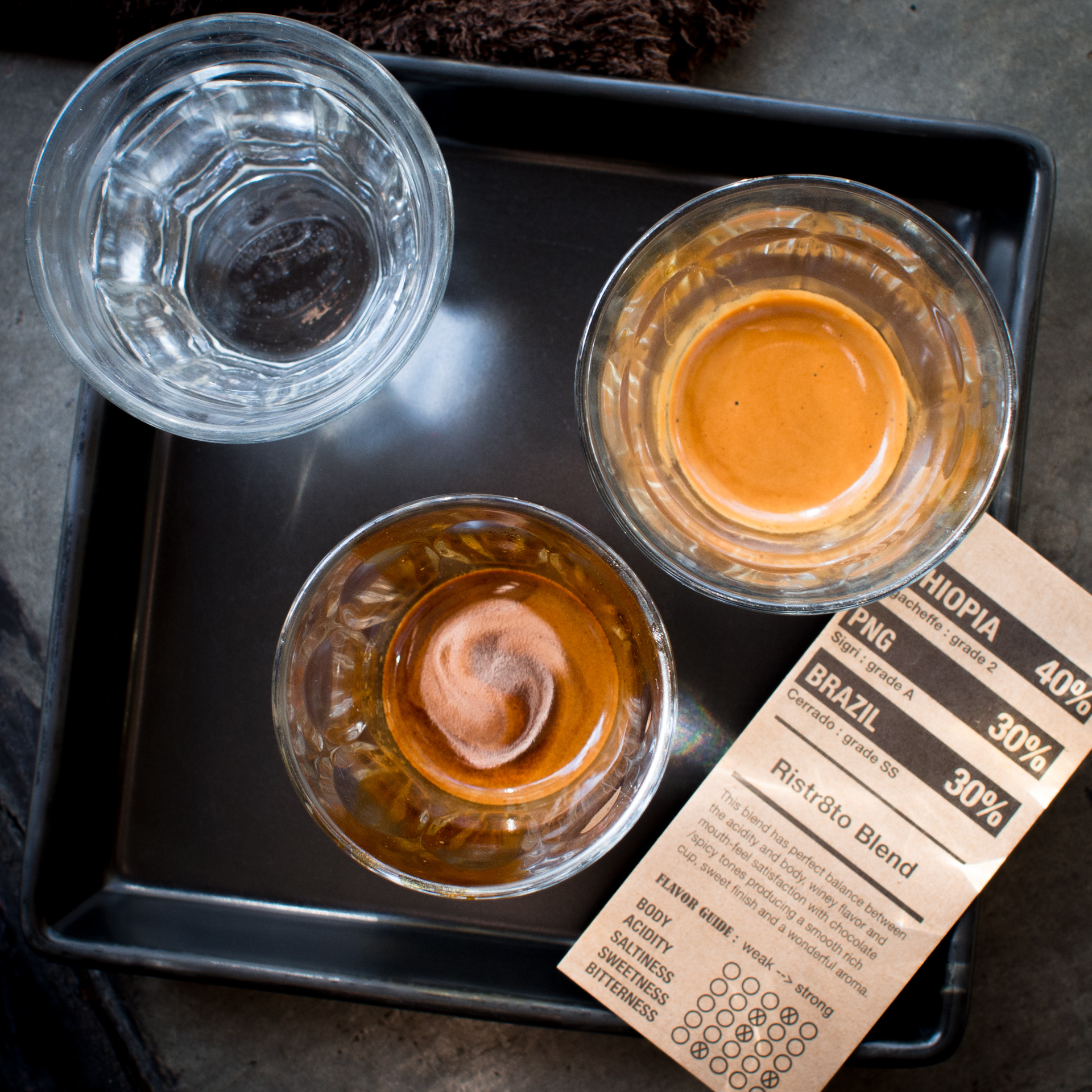

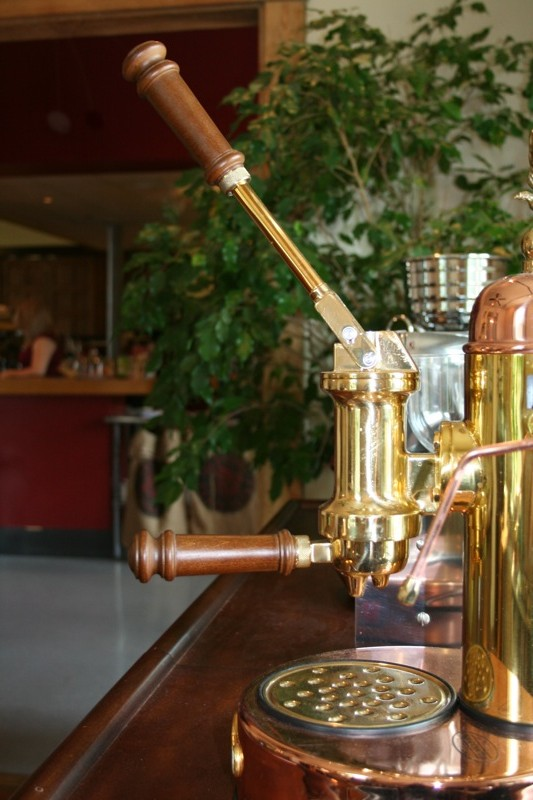

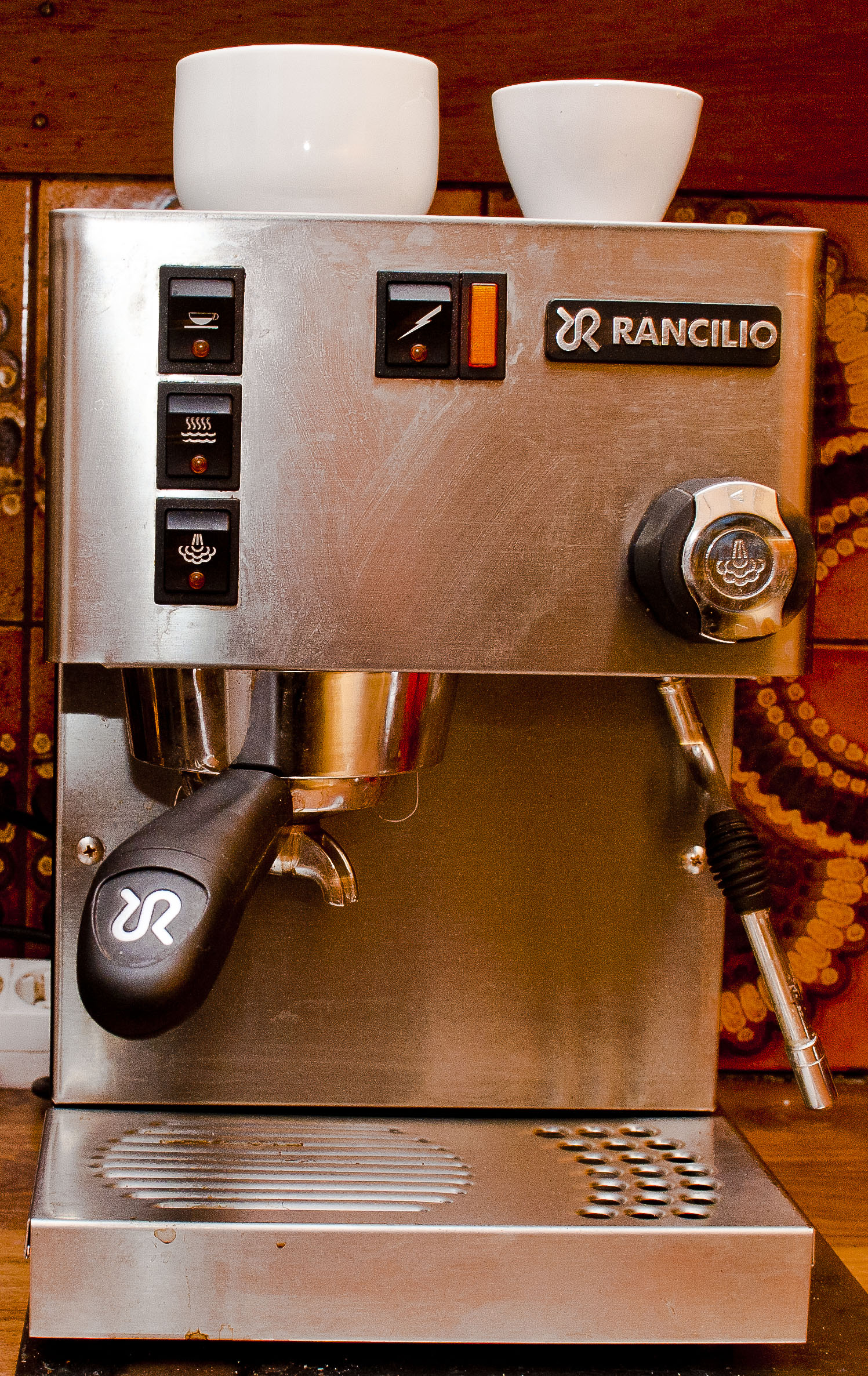

リストレット(Ristretto)は、通常の量のコーヒー豆を通常の半分の量の水で抽出するショートショットのエスプレッソである。
全抽出工程の前半半分で終わるため、より早く抽出される物質が成分の大半を占める。
リストレットの逆はルンゴといい、シングルショットのエスプレッソを抽出する際と同量の豆でダブルショット分の抽出を行う。
Ristrettoとは、イタリア語で「限定された」という意味であり、lungoは「長い」という意味である。
フランス語では、café serréという。
通常のエスプレッソでは、約14 - 18gのコーヒー豆を用いてダブルショット(約60ml, 2液量オンス)分の抽出を行う。
これに対してリストレットは同量の豆に対して半分の液量となるように抽出するため、ダブルショットのエスプレッソと同量の約14 - 18gのコーヒー豆からシングルショット(約30ml, 1液量オンス)分が抽出されることになる。
コーヒーには、1000種類以上の芳香物質が含まれる。リストレットの化学組成や味は、全抽出したものと比べ、3つの点で違いがある。
1. より濃い：早い画分の抽出物が最も濃く、色は濃チョコレート色から琥珀色である。1杯の最後の方は色が薄く、濃いパンプキンパイ色から日焼け色である（右上の図を参照）。
2. バランスが異なる：挽いたコーヒー豆に含まれる異なる化学物質は、異なる速度で熱水に溶ける。リストレットは、早く抽出される物質を比較的多く含み、通常のエスプレッソの化学組成と異なるバランスとなる。
3. 合計抽出量が少ない：相対比率が異なることに加え、カフェイン等のコーヒー抽出物の総量が少なくなる。水やミルクで薄める場合には、これが重要になる。

ストレートのリストレットは、ミルクや水で薄めず、デミタスカップで飲むが、より力強く、熟成した味で、こくがあり、苦味が少ないと言われている。これらの特徴はエスプレッソと似ているが、リストレットではよりはっきりしている。アメリカーノやロングブラックを作るために水で薄めたり、カフェラテやカプチーノを作るためにミルクで薄めたりすると、さらに苦味は少なくなり、エスプレッソの特徴がより強く表れる。